# Palici
Palici (bułg. Палици) – wieś w Bułgarii, w obwodzie Wielkie Tyrnowo, w gminie Elena. W 2024 roku liczyła 140 mieszkańców.